# Compsibidion cleophile
Compsibidion cleophile là một loài bọ cánh cứng trong họ Cerambycidae.